# Brasilianista
Um brasilianista é um acadêmico, professor, autor ou pesquisador especializado em temas referentes ao Brasil. O termo é em geral usado em relação a pesquisadores estrangeiros (não brasileiros), ou residentes fora do Brasil.

## Histórico
Surgido no século XX, os brasilianistas eram pesquisadores estrangeiros, em sua maioria americanos, instalados no Brasil devidamente financiados e academicamente mais bem preparados. Estes levantaram questões diversas e precisas a respeito do Brasil, o que os tornavam gradualmente passíveis de críticas. Naquele período, pesquisadores americanos detinham um amplo acesso a documentos e dados arquivados, ao contrário dos intelectuais brasileiros, o que os colocava em uma situação de superioridade em relação aos pesquisadores natos.
Se o interesse pelo Brasil como objeto de estudo pôde ser visto como motivo de orgulho nacional, progressivamente a noção de “Brasilianista”, que até 1960 era utilizada para indicar uma especialidade, transformava-se em um rótulo pejorativo. Isso porque em certos campos os americanos que aqui se espalhavam obtinham informações minuciosas sobre aspectos específicos do país – que nem o governo brasileiro tivera conhecimento – e a apresentação desta realidade apresentava características negativas e gerava medo.
É inegável a importância das pesquisas estrangeiras realizadas por estrangeiros aos brasileiros, pois estas disponibilizaram novos levantamentos históricos, acesso a arquivos políticos privados e uma “vivificação da memória” do país. Os brasilianistas demonstravam uma importante conexão entre estudos arquivados e estudos da sociedade atual. Dessa forma, os centros de pesquisa e documentação que foram criados ao longo dos anos 70 tinham primordialmente a função de resguardar documentações contemporâneas e privadas e levantar novas documentações do país, visto que até então, os arquivos históricos além de serem pouco acessíveis, eram remetidos praticamente apenas ao período Republicano. A maior contribuição considerada deste processo de “desarteriosclerização” da memória nacional é o início da participação do governo na preservação da memória documental do país, bem como o apoio às ciências sociais, o que se deu primeiramente pela pressão da comunidade acadêmica e, posteriormente, a sociedade em geral.

## Surgimento do Brasilianismo
Não há datação correta sobre o surgimento do movimento brasilianista, porém correntes teóricas demarcam seu surgimento a partir de seus interesses específicos. Os argumentos mais corriqueiros são:
1. O fenômeno “brasilianismo” tem seu surgimento datado nos anos 60 e seu contexto histórico embebido na Revolução Cubana, que influenciou no aumento significativo de recursos norte-americanos às pesquisas destinadas ao estudo da América Latina. Assim, o interesse pela preservação de documentos e patrimônios brasileiros teria aflorado e culminaria no estudo do perfil da nação brasileira.[2][3]
2. O brasilianismo surgiu a partir dos anos 30, visto que este período foi o marco inicial no cenário brasileiro da produção das ciências sociais. Ainda, neste mesmo período, datam-se as leituras recorrentes de descobertas e redescobertas do Brasil, chamado de “eterno retorno". Encontra-se, também, o aparecimento de inúmeros retratos do Brasil que irão, por fim, ser empregados em grande parte das obras estrangeiras e de autoria brasileira que descreviam o Brasil.[4]

## Lista de brasilianistas famosos 
Esta é uma lista parcial das pessoas que estudaram o Brasil de forma multi-disciplinar.
- Alan Krebs Manchester
- Alexander Marchant
- Alfred Métraux
- Alfred Stepan
- Andrew Draffen
- Angelo Trento
- Anthony John R. Russell-Wood
- Anthony Leeds
- Anthony Seeger
- Anton Lukesch
- Barbara H. Stein
- Bertha Becker
- Bertram Hutchinson
- Betty Jane Meggers
- Billy James Chandler
- Boris Koval
- Carl N. Degler
- Charles Boxer
- Charles Wagley
- Clark S. Knolwton
- Claude Lévi-Strauss
- Curt Nimuendaju Unkel
- Daniel Nepsted
- Daniel Pécaut
- Darrell E. Levi
- David Cleary
- David Maybury-Lewis
- David Samuels
- Donald Pierson
- Emilio Willems
- Eul-Soo Pang
- Ezequiel S. Ramirez
- Frank McCann Daniel Jr
- Frederick C. Luebke
- Georg Thomas
- George C. Boehrer
- Gerd Kohlhepp
- Hans Fuchtner
- Helen Caldwell
- Helene Clastres
- Herbert Baldus
- Herbert S. Klein
- Hermann Watjen
- Jacques Lambert
- James M. Malloy
- James N. Green
- Janice E. Perlman
- Jean Baptiste Nardi
- Jean Blondel
- Jean Roche
- Jean Ziegler
- Jeffrey Lesser
- Joe W. Foweraker
- John Hemming
- John W.F. Dulles
- John Wirth
- Jordan Marten Young
- Joseph L. Love
- Junho Edith Hahner
- Kenneth Maxwell
- Kenneth Paul Erickson
- Laurence Hallewell
- Leslie Bethell
- Ludwig Lauerhass Jr
- Mario G. Losano
- Marshall Eakins
- Michael Hall
- Nancy Stepan
- Neill Macaulay
- Paul Rivet
- Peter B. Evans
- Peter Henry Fry
- Peter J. McDonough
- Peter Louis Eisenberg
- Philip Fernside
- Philippe Schmitter C.
- Phyllis Parker
- Pierre Deffontaines
- Pierre Fatumbi Verger
- Pierre Monbeig
- Ralph Della Cava
- Richard Graham
- Richard M. Morse
- Riordan Roett
- Robert Carneiro
- Robert Levine
- Robert Linhart
- Robert Weaver Shirley
- Roger Bastide
- Roger Edgar Conrad
- Roger Fontaine
- Ronald H. Chilcote
- Ronald Schneider
- Roy Nash
- Ruth Landes
- Samuel H. Lowrie
- Scott Mainwaring
- Sheldon L. Maram
- Shelton H. Davis
- Shepard Forman L.
- Spencer Leitman
- Stanley E. Hilton
- Stanley J. Stein
- Stefan Zweig
- Stuart Schwartz
- T. Lynn Smith
- Thomas Bruneau
- Thomas Gregor
- Thomas Helsey Holloway
- Thomas Lovejoy
- Thomas Skidmore
- Verena Stolcke
- Verge Fleischer David
- Warren Dean
- Wayne Selcher
- Werner Baer
- Wilhelm Schmidt
- William McDonald Ledingham